# Mária Ridziková
Mária Ridziková (29. července 1943 – ???) byla slovenská a československá politička Komunistické strany Slovenska a poslankyně Sněmovny lidu Federálního shromáždění za normalizace.

## Biografie
K roku 1971 se profesně uvádí jako dělnice. K roku 1976 jako přadlena.
Ve volbách roku 1971 zasedla do Sněmovny lidu (volební obvod č. 190 – Kežmarok, Východoslovenský kraj) jako bezpartijní poslankyně. Mandát obhájila ve volbách roku 1976 (obvod Kežmarok), nyní již jako členka KSS, a volbách roku 1981 (obvod Kežmarok). Ve FS setrvala do konce funkčního období, tedy do voleb roku 1986.